# Notre-Dame-du-Bec
Notre-Dame-du-Bec è un comune francese di 427 abitanti situato nel dipartimento della Senna Marittima nella regione della Normandia.

## Società

### Evoluzione demografica
Abitanti censiti